# Janetiella sanguinea
Janetiella sanguinea är en tvåvingeart som beskrevs av Ephraim Porter Felt 1908. Janetiella sanguinea ingår i släktet Janetiella och familjen gallmyggor.
Artens utbredningsområde är New York. Inga underarter finns listade i Catalogue of Life.